# Скуола Кармини
Скуола Кармини,  Скуола Гранде-деи-Кармини (итал. Scuola Grande dei Carmini — Большая Скуола ордена Кармелитов, или (итал. Scuola Grande Arciconfraternita di Santa Maria del Carmelo) — здание в Венеции, служащее резиденцией одноимённой скуолы, основанной в 1663 году монашеским орденом кармелитов. Скуолами в средневековой и ренессансной Венеции называли гражданские сообщества и благотворительные организации мирян при монашеских братствах; несмотря на наличие святого покровителя, они обычно не имели административной связи с церковью.
Здание скуолы кармелитов расположено в сестиере (районе) Дорсодуро, на улице Calle della Scuola, которая соединяет Кампо-Санта-Маргерита и Кампо-деи-Кармини. Полное название: «Большая Скуола архибратства Святой Марии кармелитов» (Scuola Grande Archconfraternita di Santa Maria del Carmelo). Скуола знаменита картинами выдающегося венецианского живописца Джованни Баттисты Тьеполо.

## История
Основание скуолы, вероятно, связано с присутствием в этих местах, недалеко от монастыря кармелитов, сообщества женщин, засвидетельствованного уже в четырнадцатом веке, называемого «Скуолой Святой Марии с горы Кармель» (Scuola di Santa Maria del Monte Carmelo) или «Целомудренные кармелитки» (Pinzochere dei Carmini). Целью школы была благотворительная деятельность, помощь бедным и больным, с приданым девушкам, выходящим замуж (maritar donzele), а также содействие солидарности между членами (solidarietà tra i membri) — что-то похожее на социальное страхование).
Скуола была основана в 1594 году под патронажем дожа Паскуале Чиконья и была последней в своём роде, которая была признана Советом десяти в 1767 году «Скуолой Гранде». Вначале скуола располагалась в капелле церкви Кармини, которую вскоре перестроили. В 1599 году члены братства смогли арендовать помещение в соседнем кармелитском монастыре. В 1627 году началось строительство нового здания по проекту архитектора Франческо Каустелло. Здание вместе с капеллой, залами Капитула (заседаний коллегии) и архивом было торжественно открыто в октябре 1638 года. На потолке зала капитула закрепили большое полотно Алессандро Варотари (венецианцы не писали фрески из-за влажности климата) «Ассунта», или «Вознесение Девы» (Assunzione della Vergine). Работы продолжались под руководством архитектора Бальдассаре Лонгены и были закончены в 1670 году.
В начале XVIII века началась реализация обширной иконографической программы, которая завершилась картинами на стенах зала Капитула, лестницы (1728—1729), а затем Капеллы (1733—1739) и завершением всего цикла работ оформлением картинами (масло на холсте) потолка Зала Капитула и зала Альберго (приёма гостей) с участием выдающегося венецианского живописца Джованни Баттисты Тьеполо.
В 1806 году братство было ликвидировано антиклерикальными декретами Наполеона Бонапарта. Позднее австрийцы разрешили открытие Скуолы. Она продолжает свою деятельность до настоящего времени, хотя в основном это культурные мероприятия. В 1938 году Патриарх Пьяцца заново освятил здание, официально вернув его для проведения богослужений.

## Интерьеры Скуолы и картины Джованни Баттисты Тьеполо
Скуола деи Кармини содержит многие произведения искусства, представляющие большую художественную и историческую ценность, поскольку все они находятся на своих изначальных местах. На первом этаже расположена большая Капелла Мадонны Кармель (Cappella della Madonna del Carmelo), оформленная в стиле барокко. Главный алтарь посвящен Богоматери горы Кармель, защитнице братства. Алтарная картина, написанная маслом на холсте, является работой венецианского художника Санте Пиатти. Из Капеллы попасть в сакристию, маленькую комнату с цилиндрическим сводом, украшенную оригинальными скамьями резного дерева. Резьбу по дереву интерьеров скуолы: сакристии, Зала капитула и Зала архива выполнил Джакомо Пьяццетта, отец живописца Джованни Баттисты Тьеполо.
В 1739 году Джамбаттиста Тьеполо получил заказ на роспись потолка в Зале капитула (Sala capitolare) на втором этаже Скуолы. Композиция «Мадонна дель Кармело передает наплечник святому Симону Стоку» считается одним из шедевров Тьеполо. На картине (которую часто ошибочно называют фреской) изображена Мадонна в сверкающей белой одежде и тёмно-синим покрывале, благословляющая святого Симона Стока, приора Ордена Братьев Пресвятой Девы Марии Горы Кармель. Рядом ангел даёт Симону Стоку наплечник (scapolare). Симон Сток покрыт белой накидкой поверх коричневого монашеского одеяния кармелитов. Композиция потроена в характерной для Тьеполо ракурсной перспективе «снизу вверх, под потолок» (итал. pittura di sotto in su). Таинственный вид открытых гробниц, костей и тел в основании картины, возможно, символизирует воскресение тел в вечной жизни.
На дальней стене зала, внутри большой и светлой ниши, открывающейся триумфальной аркой, украшенной позолотой и лепными фигурами ангелов (Аббондио Стацио), находится алтарь. Драгоценная архитектура двойной ордерной композиции из фиолетового и белого мрамора, одна внутри другой, с утончённым перспективным эффектом, обрамляет статую Мадонны с Младенцем работы скульптора Бернардо Фалькони.
В углах плафона находятся картины, также работы Тьеполо, посвященные аллегориям христианских и светских добродетелей.

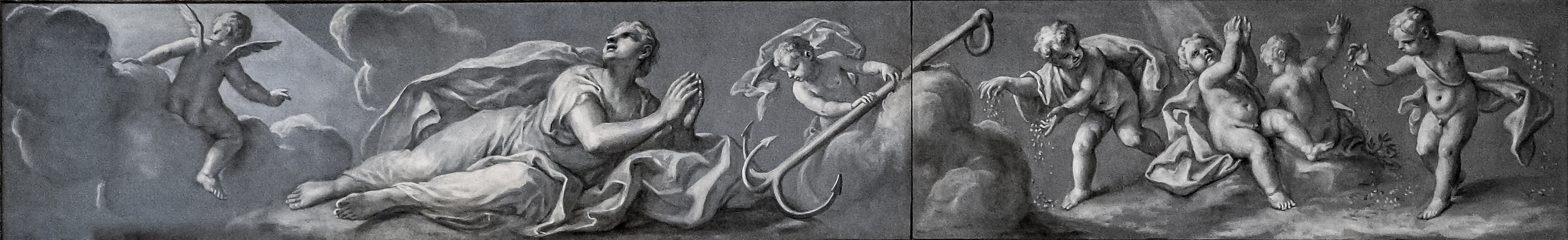
Н. Бамбини. Аллегория надежды. Деталь фриза Капеллы Мадонны Кармель. 1733—1739. Гризайль. Холст, масло

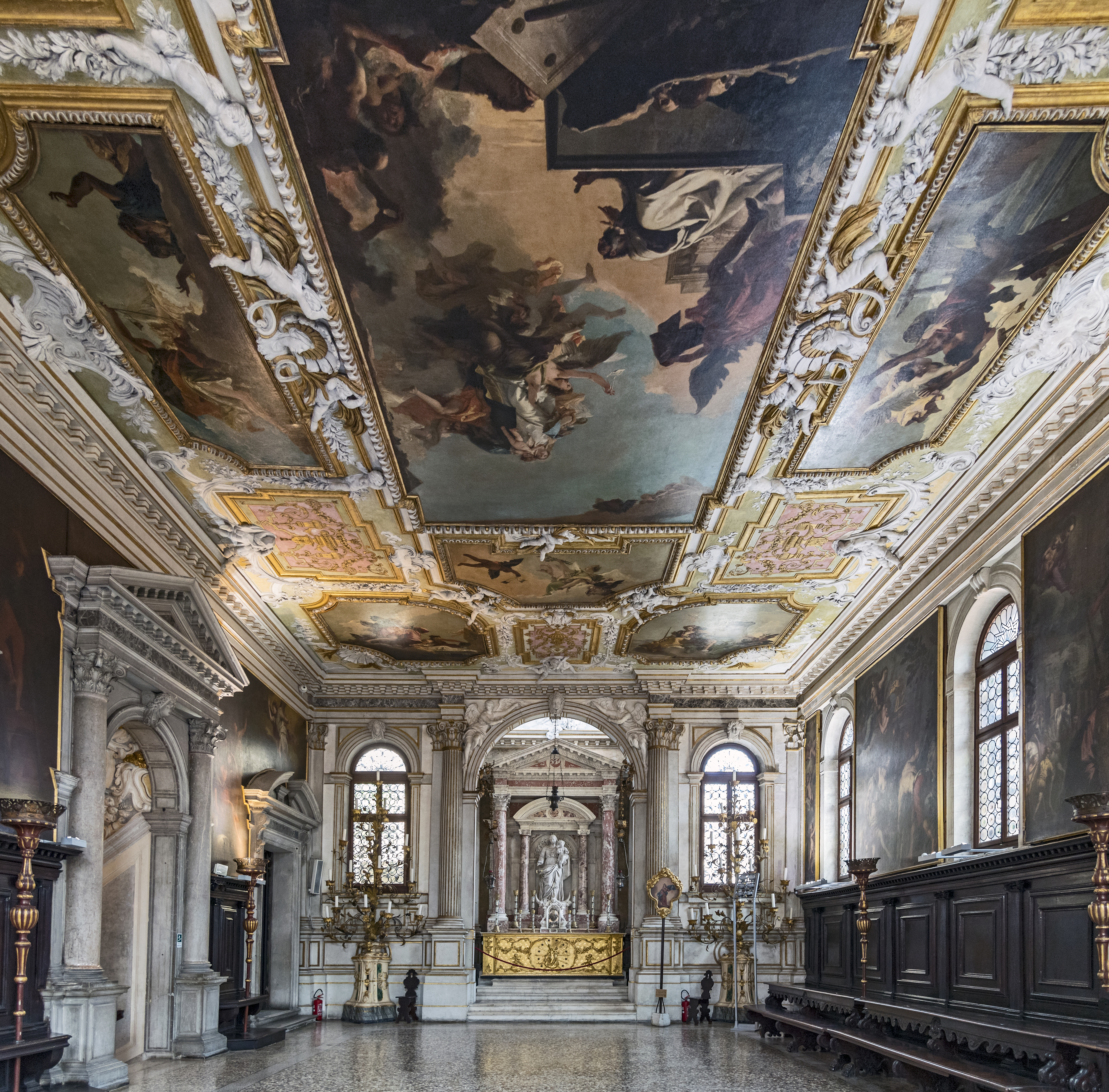
Зал Капитула
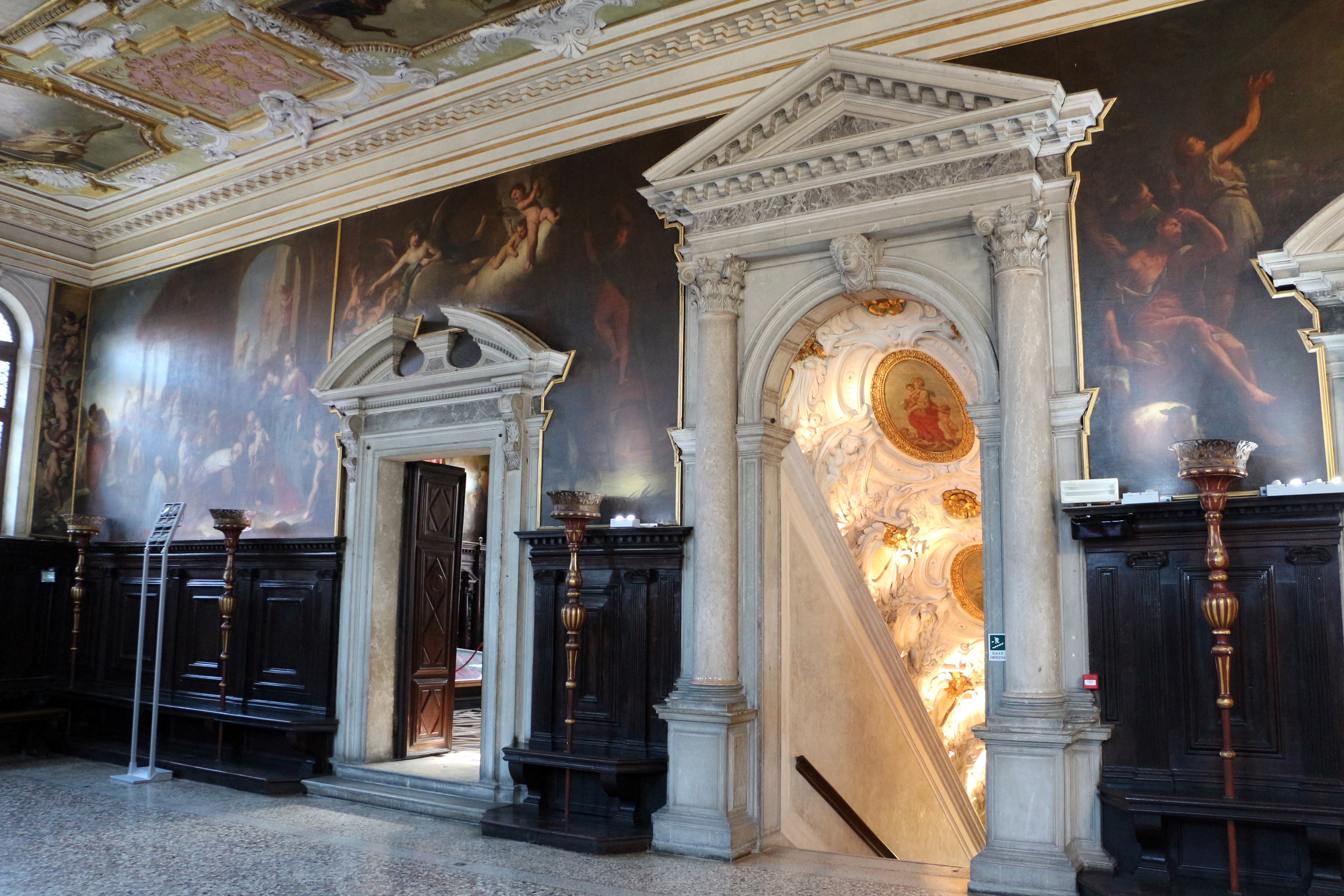
Зал Капитула. Боковая стена. Деталь
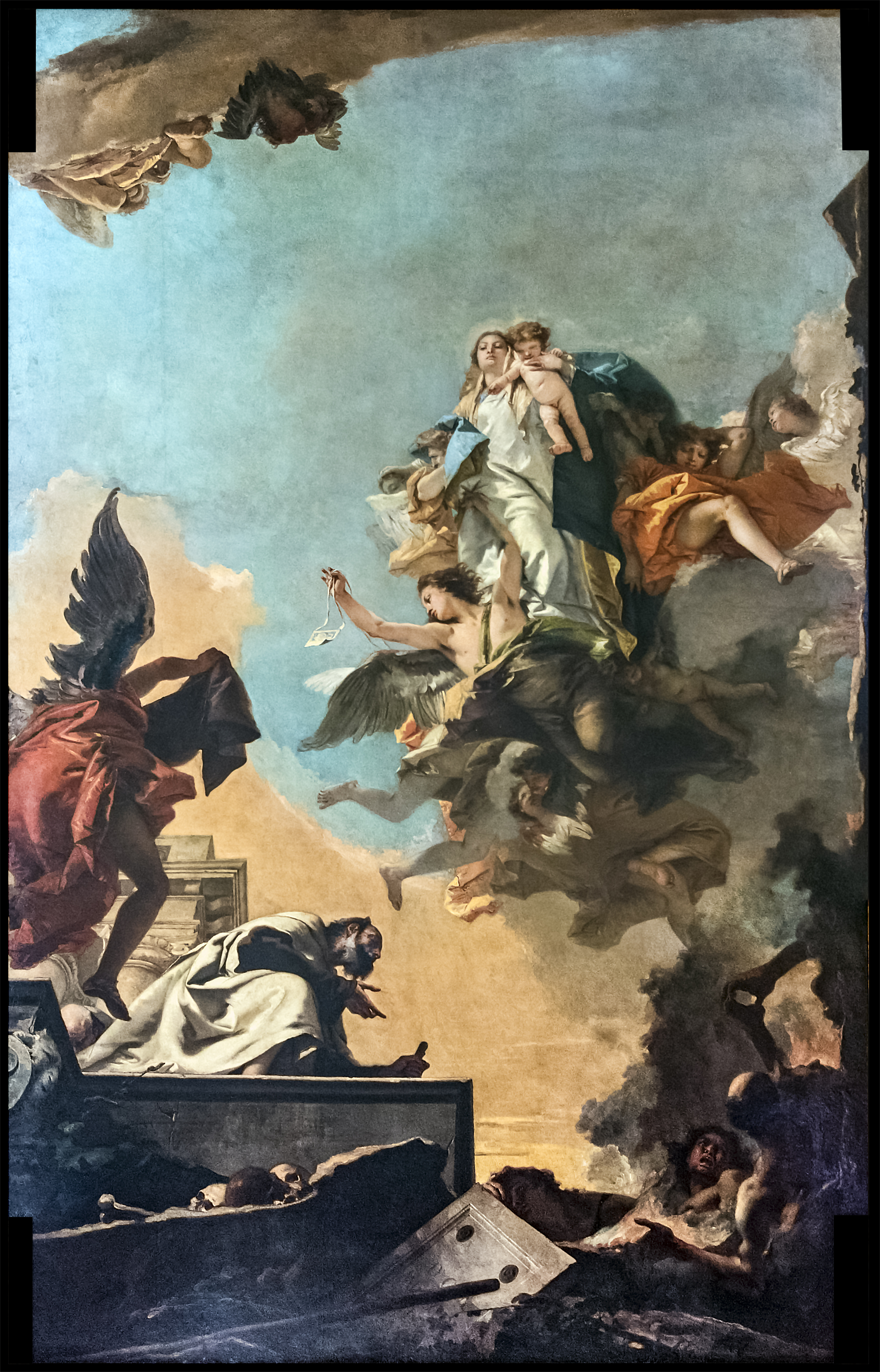
Дж. Б. Тьеполо. Мадонна дель Кармело передает наплечник святому Симону Стоку. Плафон Зала Капитула. 1749. Холст, масло
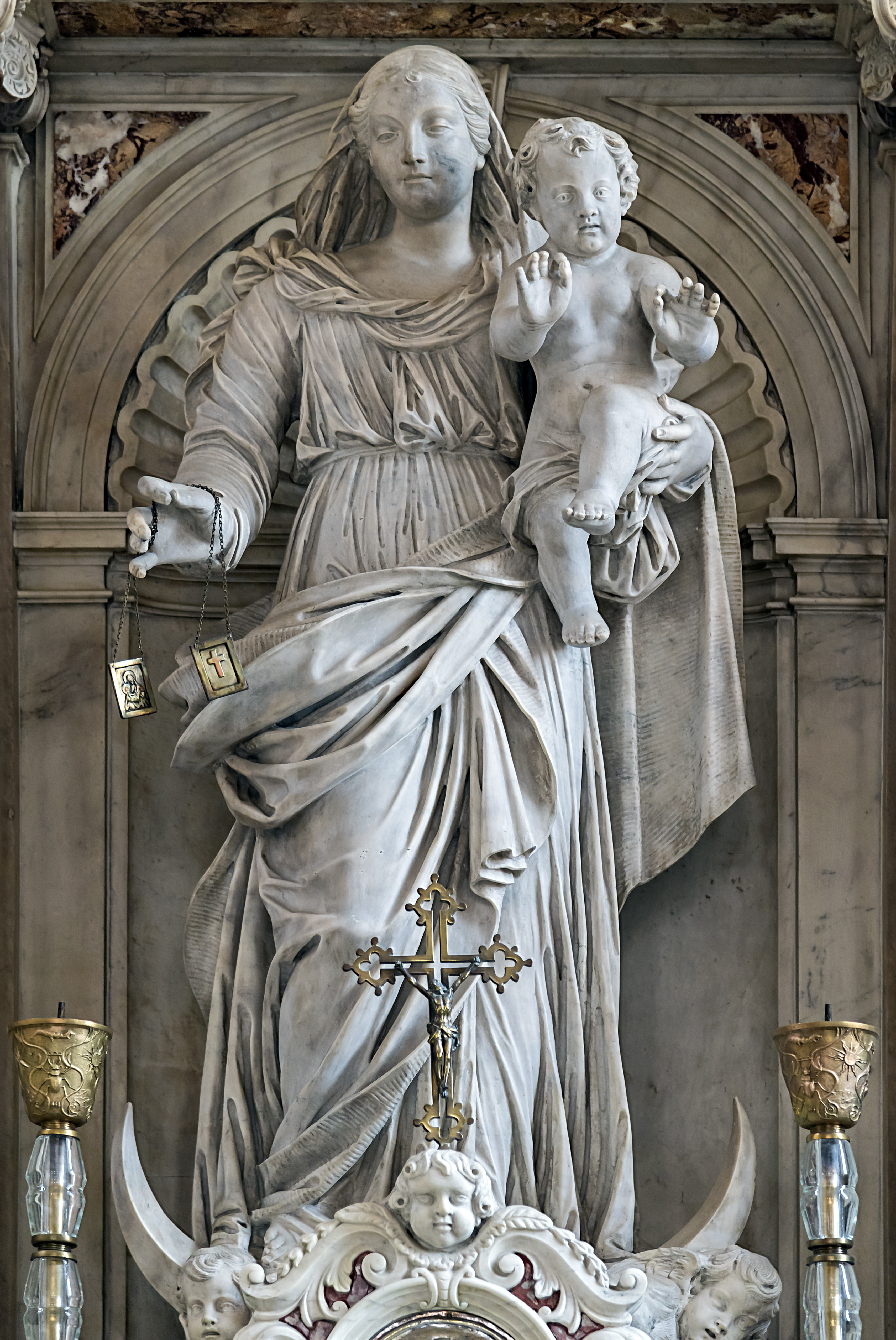
Б. Фалькони. Мадонна дель Кармело. Алтарь Зала Капитула. 1659. Мрамор
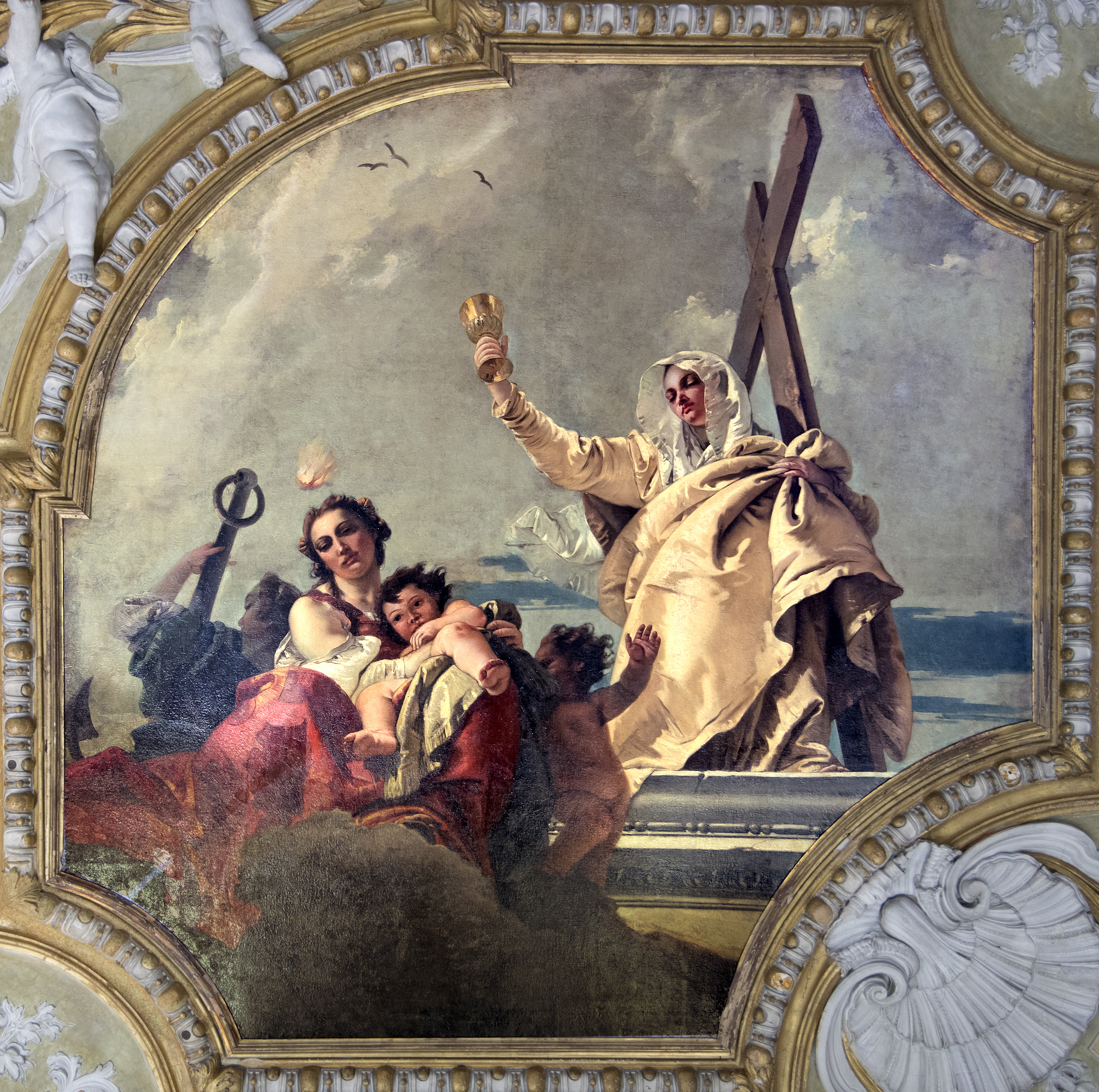
Дж. Б. Тьеполо. Аллегории добродетелей. Вера, надежда, милосердие
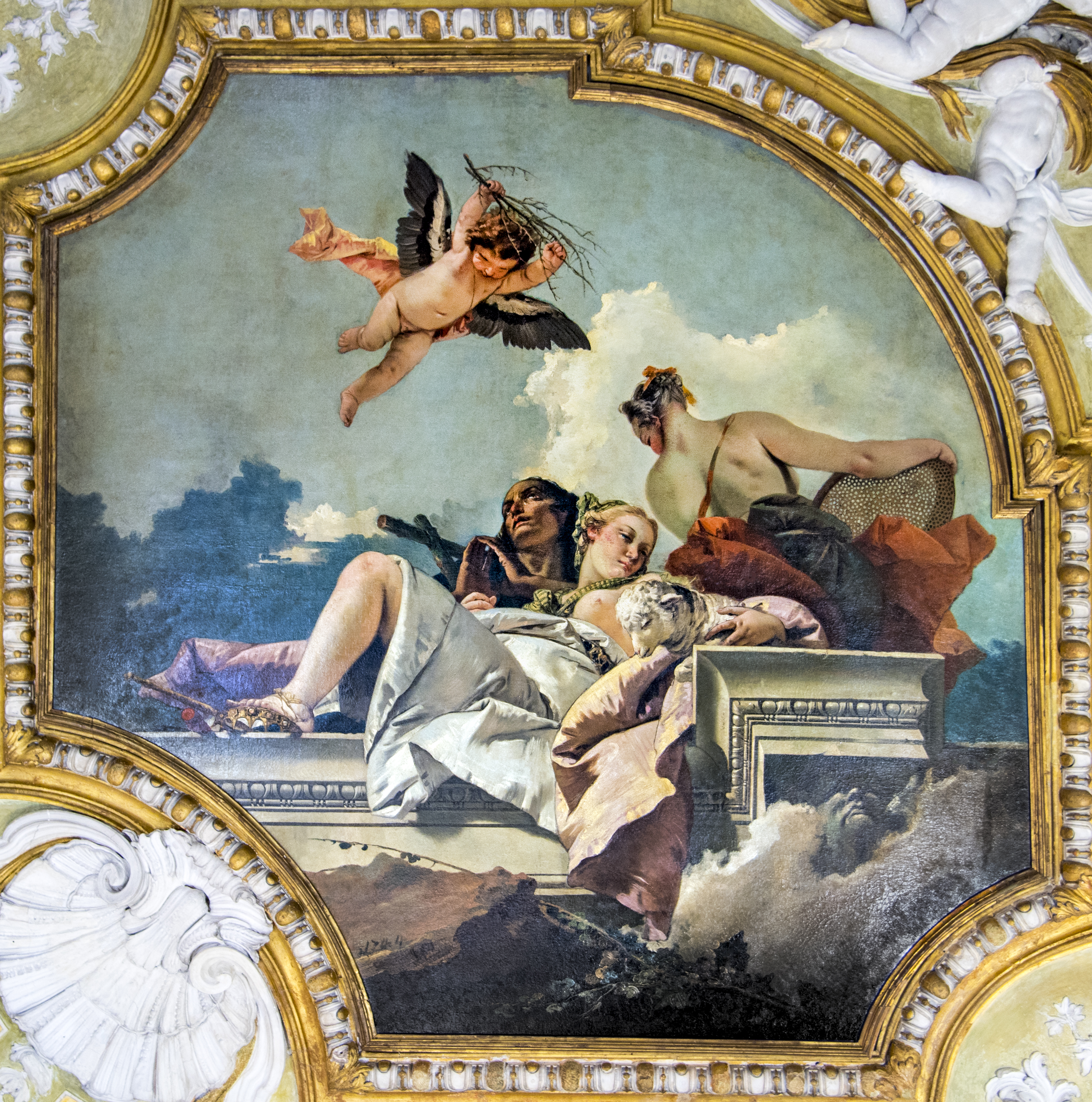
Покаяние, смирение, истина
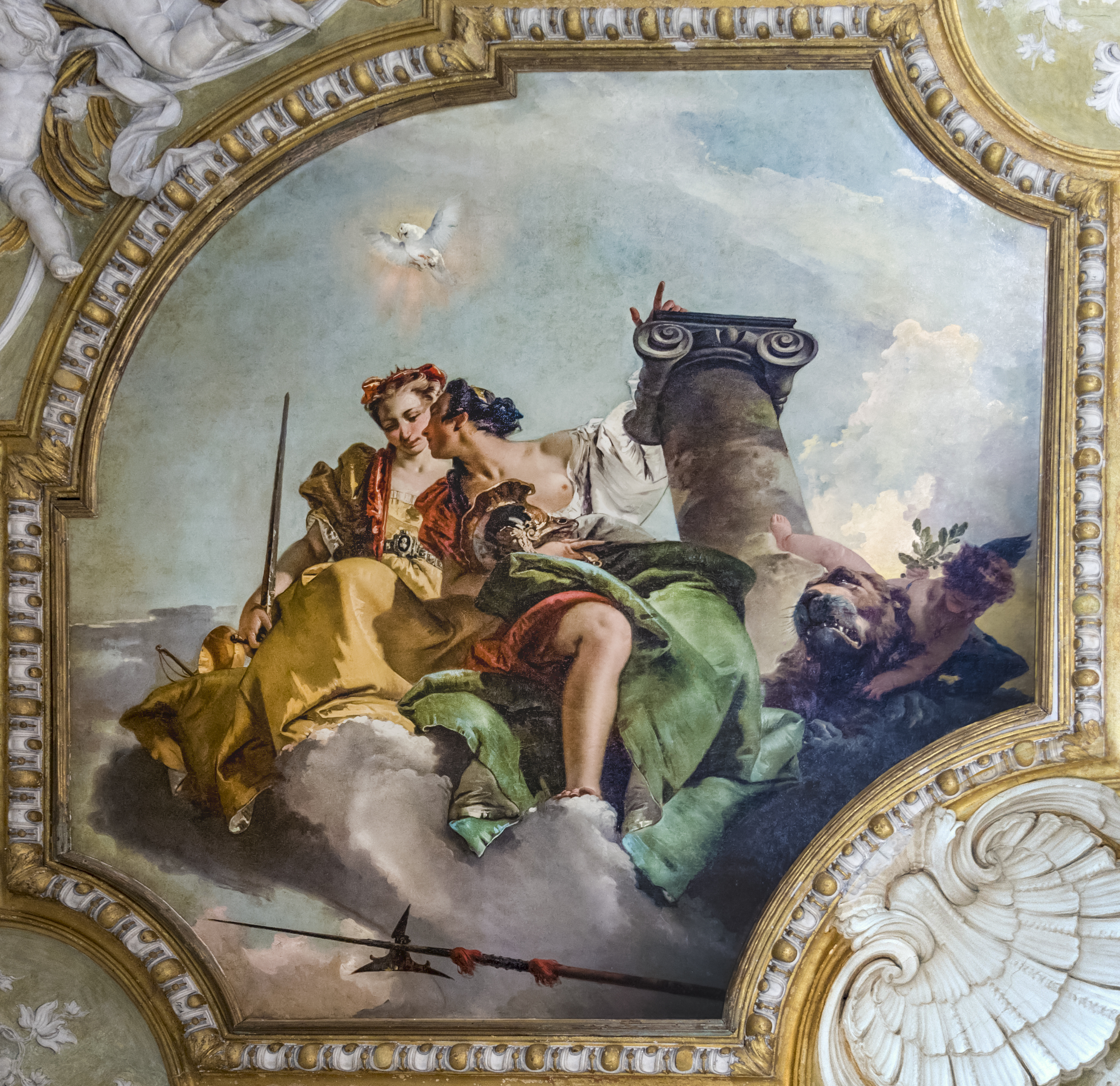
Мужество и справедливость
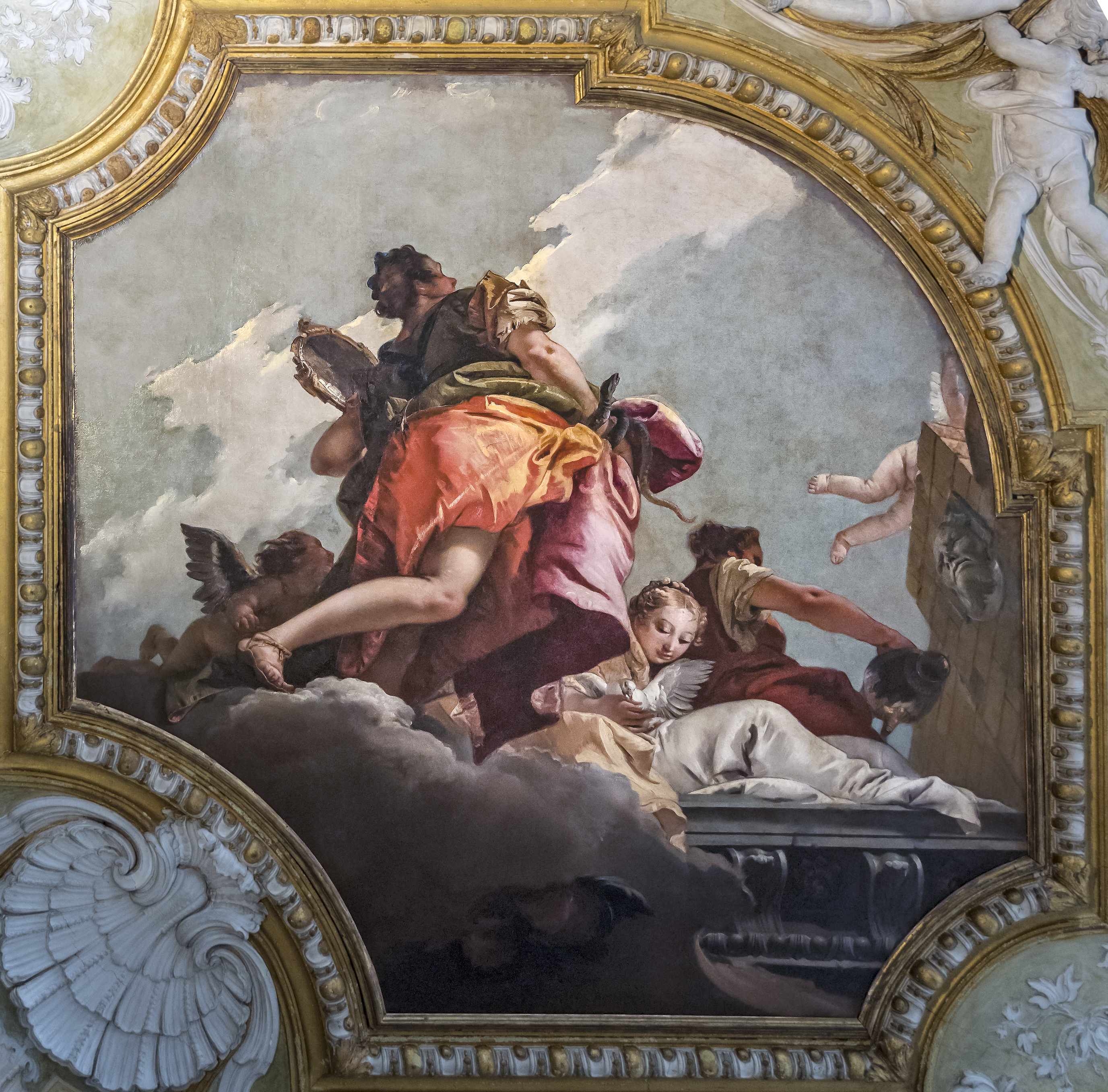
Благоразумие, чистота и умеренность. Холст, масло. Между 1739 и 1744 гг.

Четыре картины, расположенные по сторонам главной композиции плафона Зала Капитула, раскрывают менее канонические темы, связанные с предметами, дорогими братству, в частности с историями о чудесных свойствах наплечника (scapolare) Симона Стока. Лепные обрамления картин выполнены Аббондио Стацио.
Верхняя часть стен Зала архива украшена циклом полотен на сюжеты из библейской истории и о подвигах женщин, символически соотносящихся с благотворительной деятельностью женщин скуолы. Среди них выделяется картина Джованни Баттиста Пьяццетта «Юдифь и Олоферн» (1748).
Зал Альберго (итал. Albergo — приют, пристанище), в отличие от традиции, использовался не для приема бедняков и паломников, а для собраний администрации скуолы. В зале хранятся реликвии общины. Сложная деревянная рама потолка — работа Франческо Луккини (1740) — осталась незавершённой росписями и позолотой. В центре плафона — картина «Вознесение Девы» (Assunzione della Vergine), выполненная между 1634 и 1636 годами Алессандро Варотари, известным как Падованино. В центре композиции — Дева, несомая крылатыми херувимами в окружении славящих Её ангелов к Отцу и Сыну в свете небес, а на противоположной стороне — в образе старца с оливковой ветвью пророк Илия, считающийся библейским прародителем кармелитов. Стены и потолки других помещений также украшены многими произведениями живописи венецианских художников.

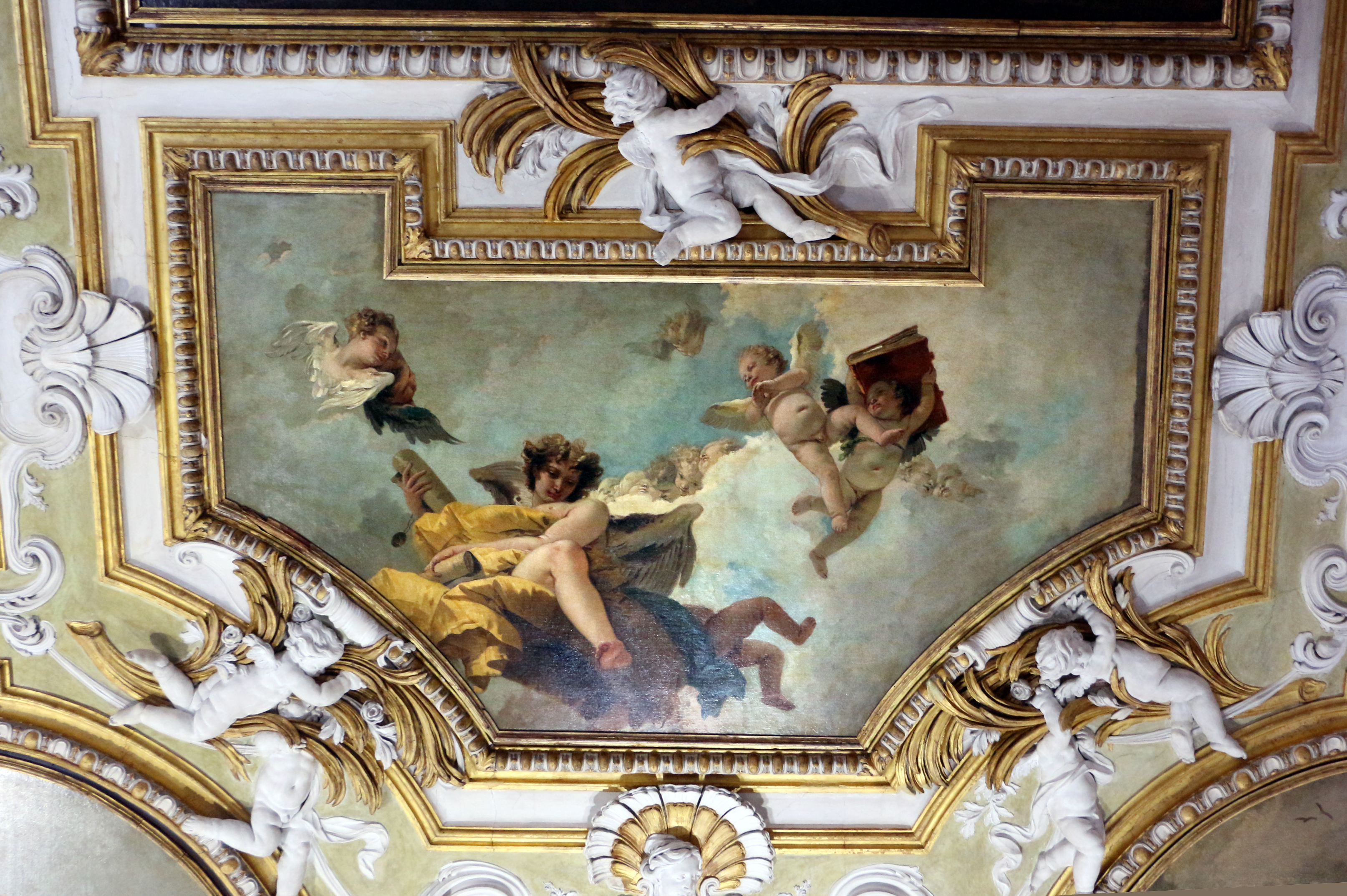
Дж. Б. Тьеполо. Аллегории Зала Капитула. Ангелы с индульгенциями. 1739—1744. Холст, масло
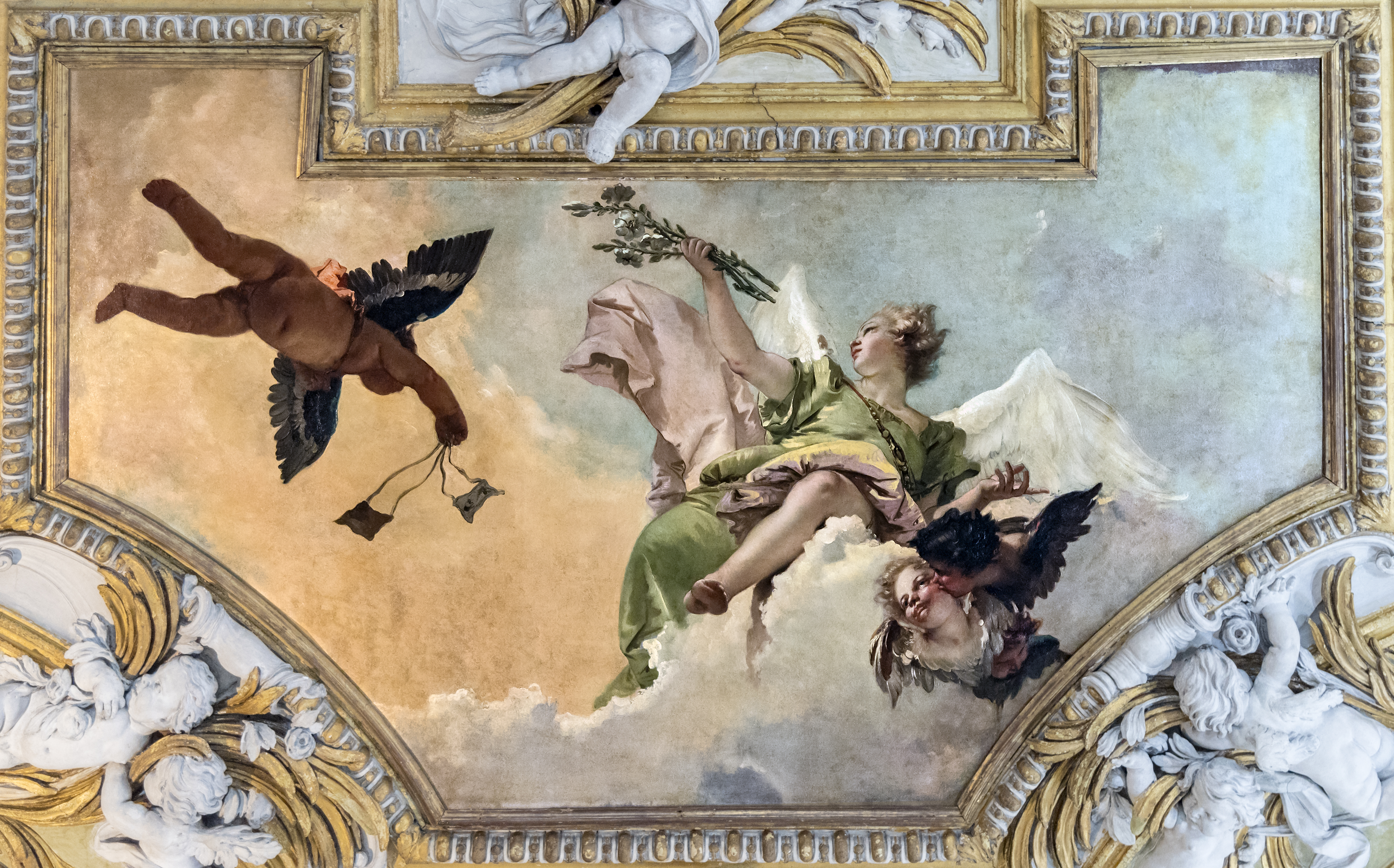
Ангел с лилиями и путто с наплечником
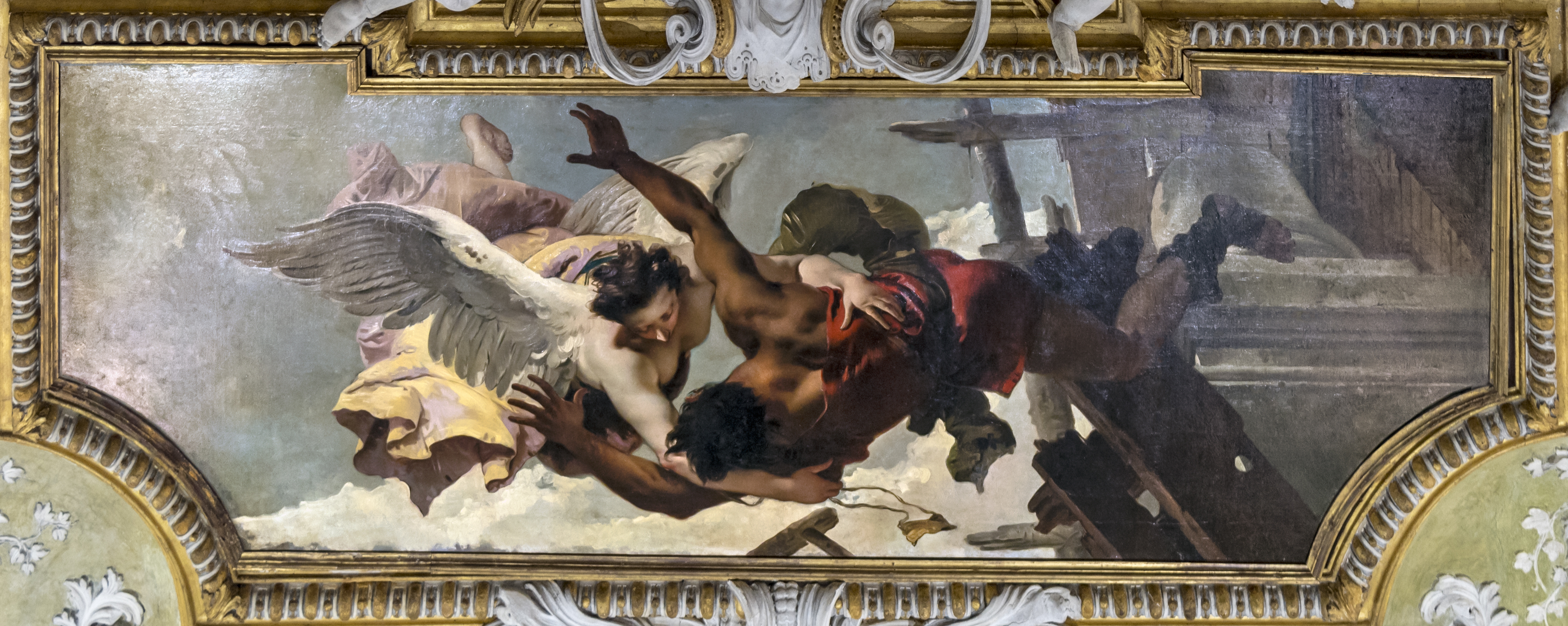
Ангел, спасающий юношу, падающего с лесов
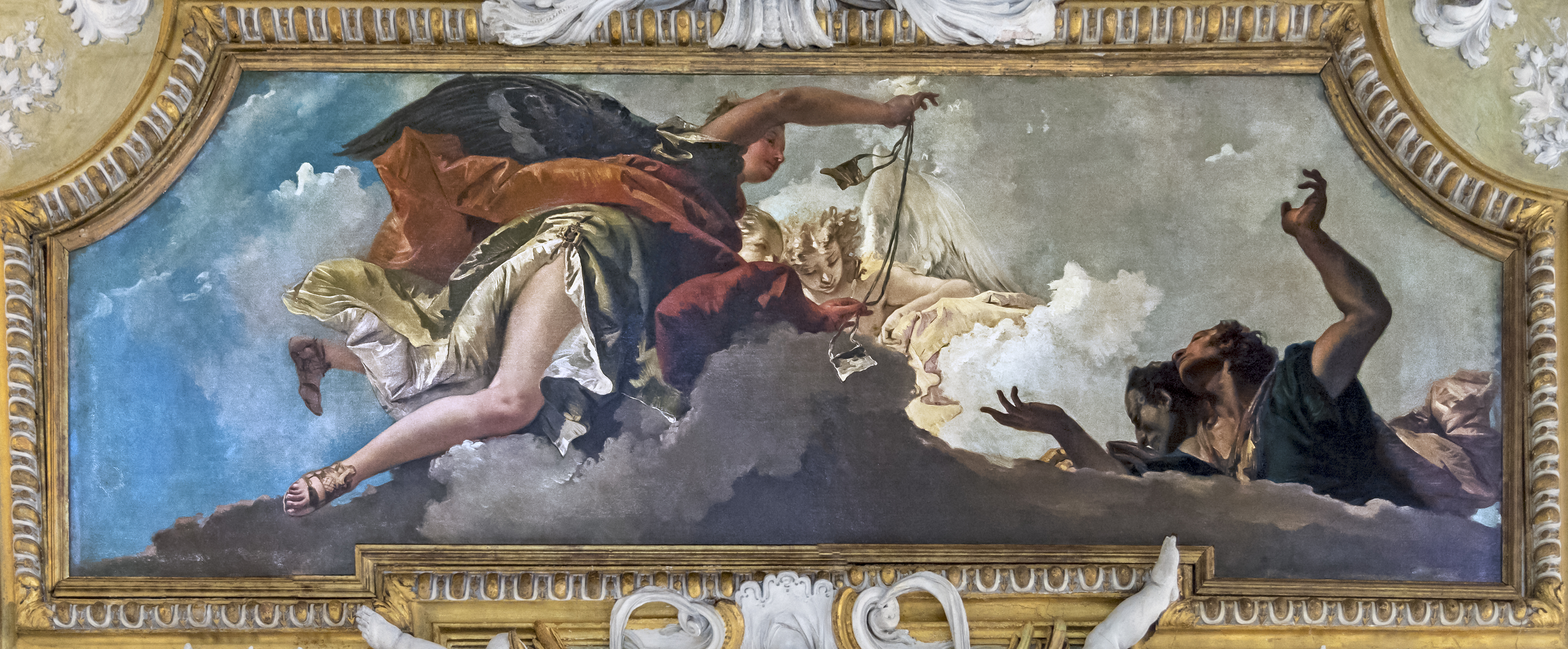
Ангел, одетый в красное, показывает наплечник верующим
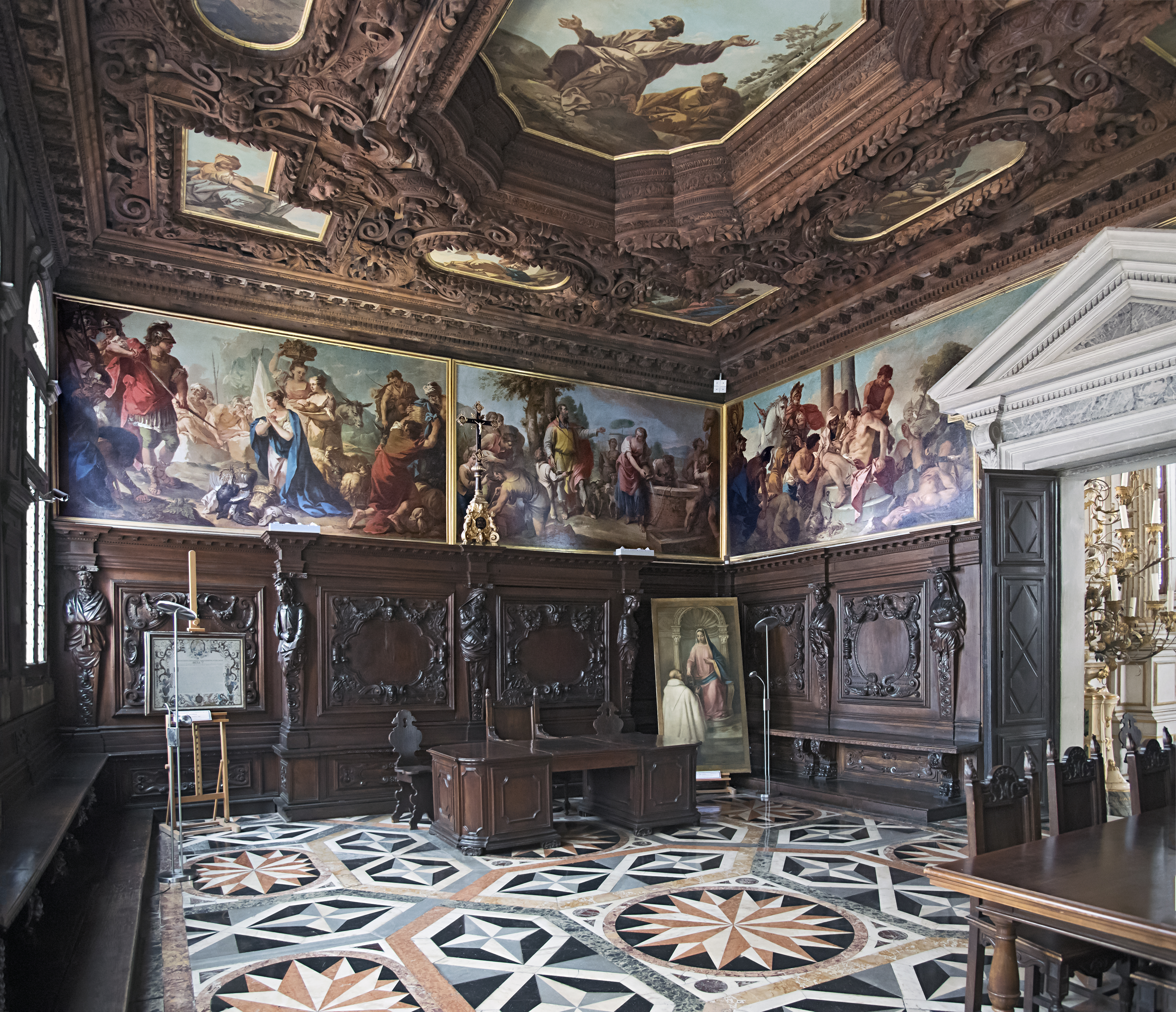
Зал архива. Резчик по дереву Джакомо Пьяццетта
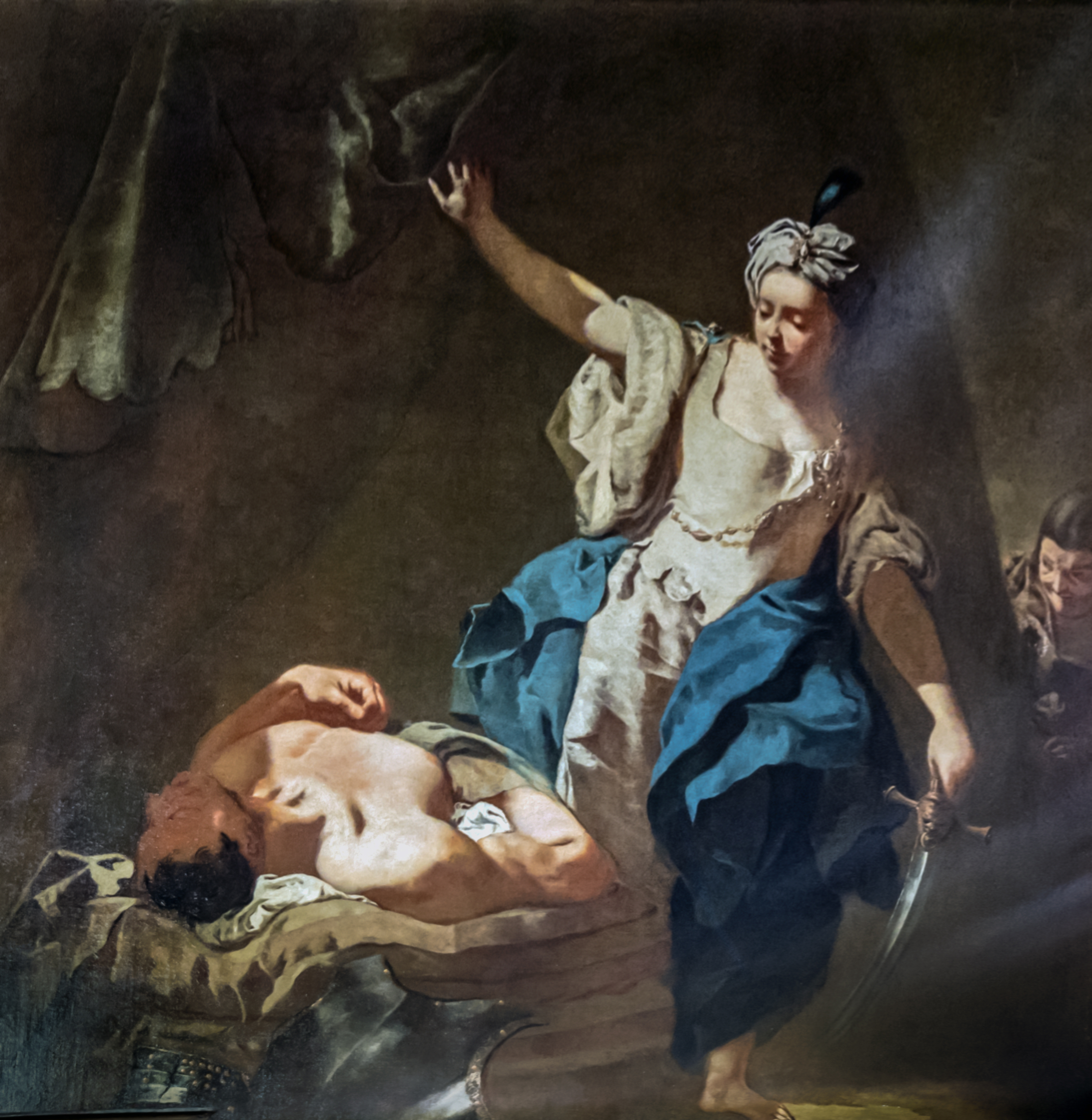
Дж. Б. Пьяццетта. Юдифь и Олоферн. Зал архива. 1748. Холст, масло.
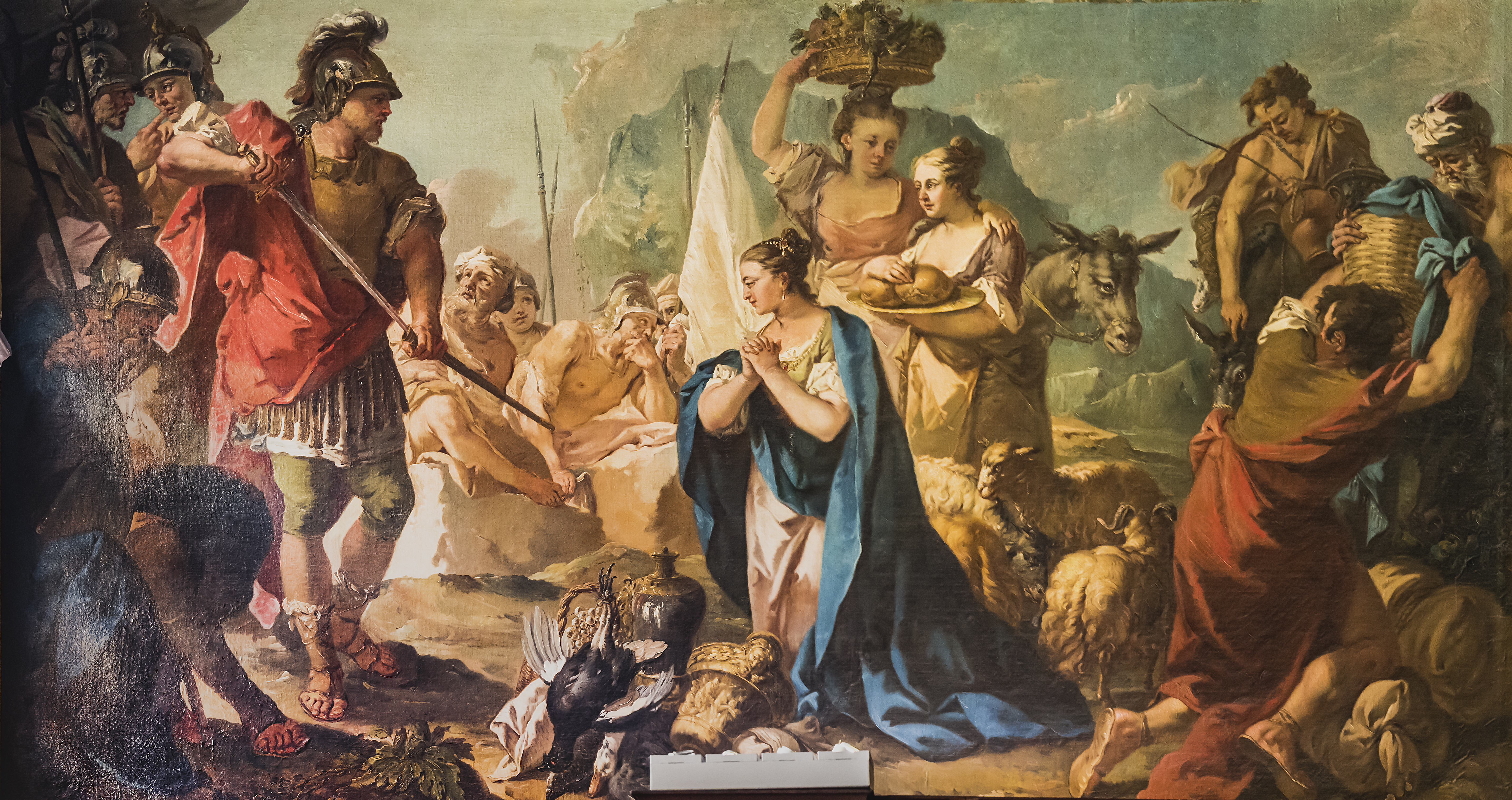
Дж. Менескарди. Кармилитянка Авигея успокаивает и обезоруживает Давида, возмущённого предательством Навала. Зал архива. 1740-е гг. Холст, масло
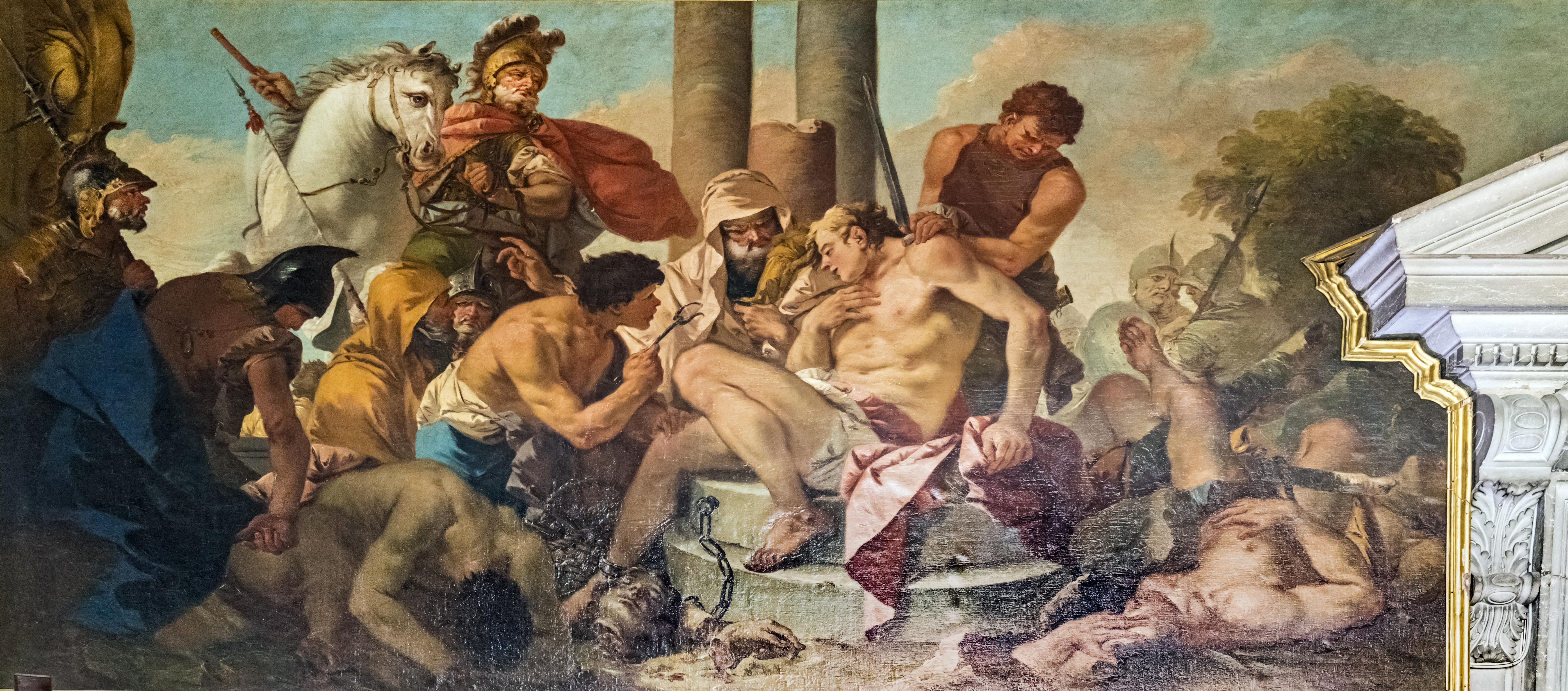
Дж. Менескарди. Мученичество Маккавеев. Зал архива. 1740-е гг. Холст, масло
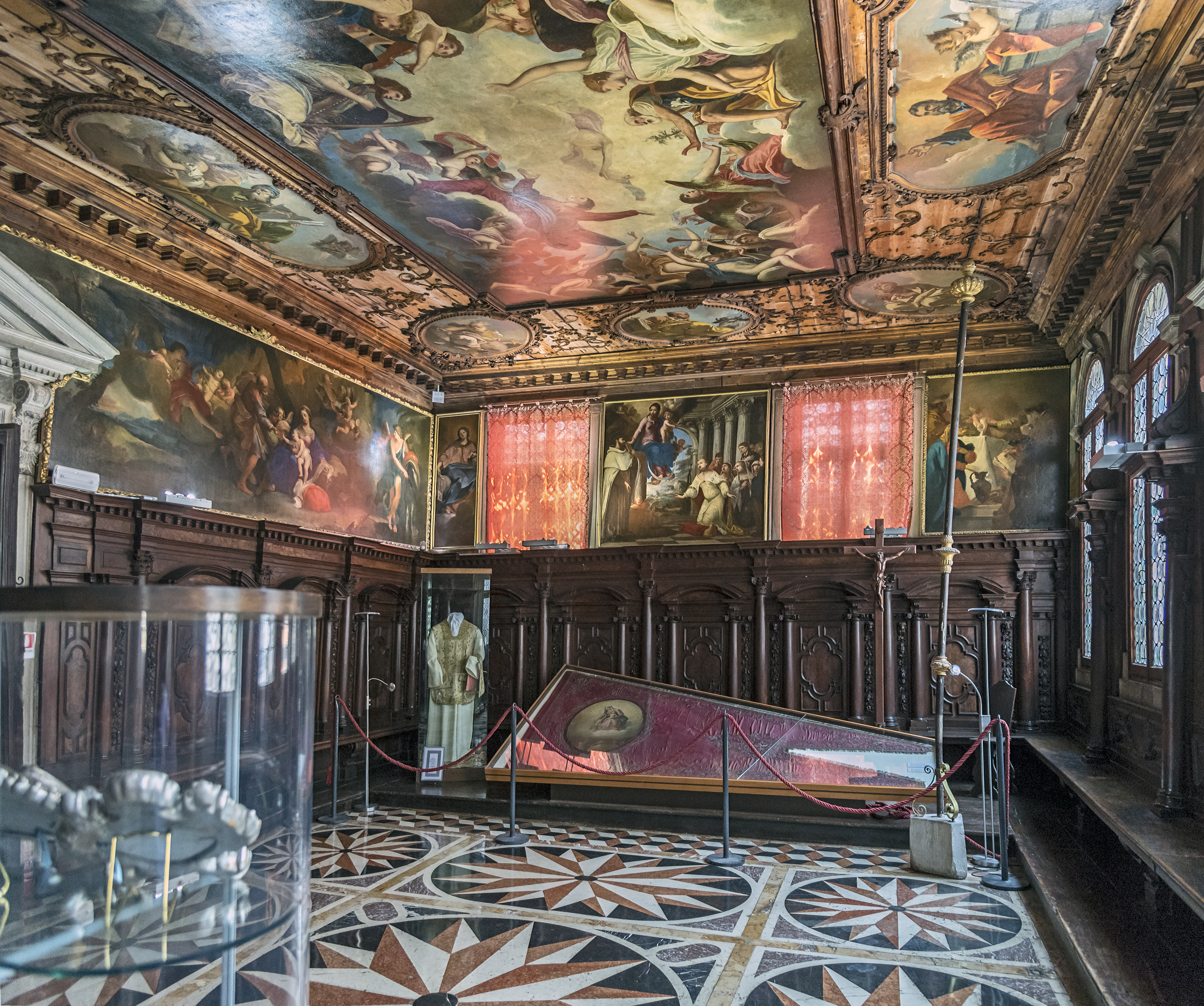
Зал Альберго
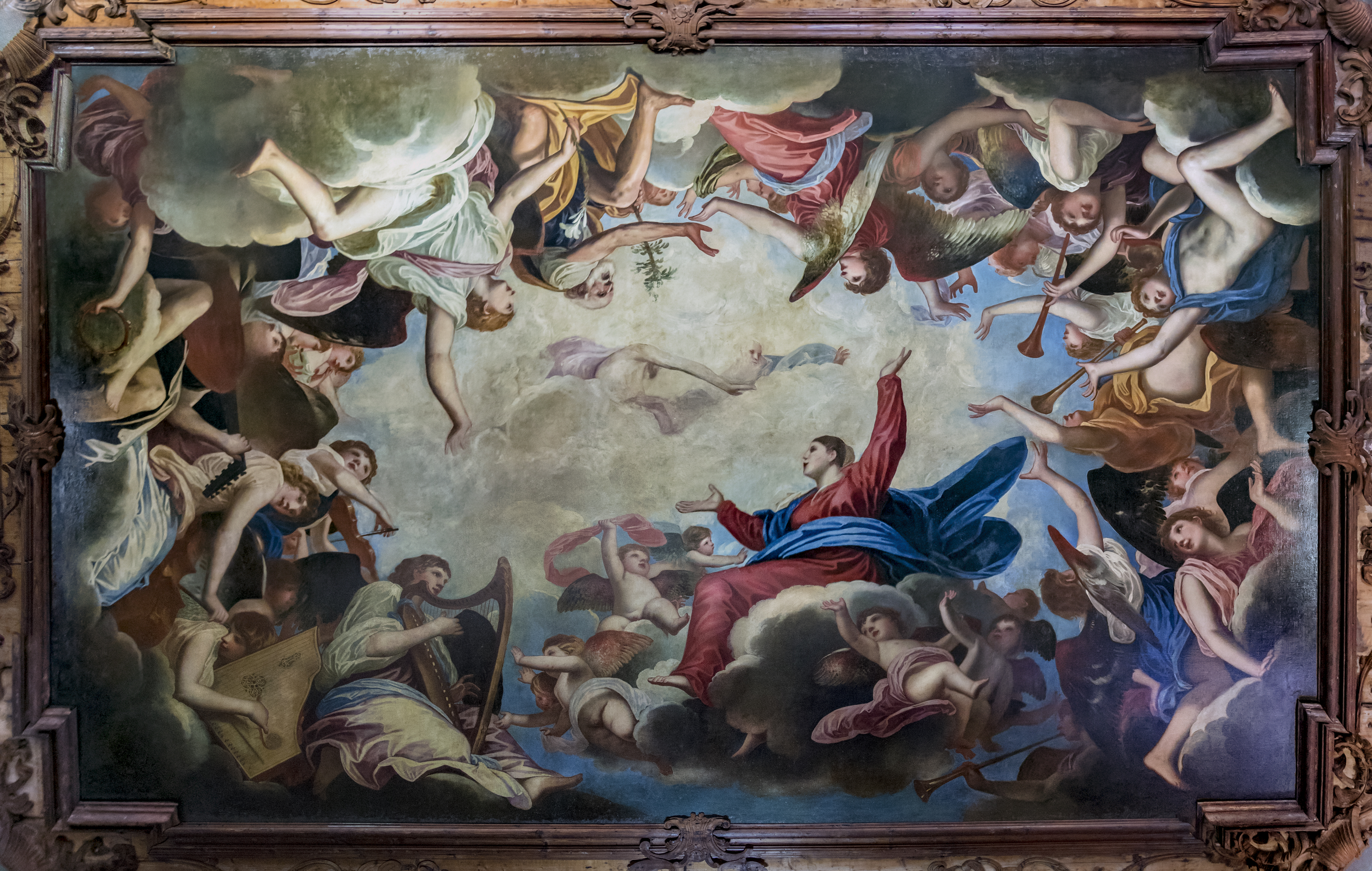
А. Варотари. Вознесение Девы. Плафон Зала Альберго. 1634—1636. Холст, масло